# دام نقدینگی
دام نقدینگی (به انگلیسی: Liquidity Trap) به وضعیتی گفته می‌شود که در اثر نرخ بهره بسیار پایین، سرمایه‌گذاران تمایلی به خرید اوراق قرضه نداشته و ترجیح می‌دهند که سرمایه خود را به صورت نقدی ذخیره کنند و در واقع تقاضای پول بی‌نهایت است. در این وضعیت با توجه به انتظار به افزایش نرخ بهره، مردم سعی می‌کنند که سرمایه خود را جهت حداقل نموده زیان ناشی از افزایش نرخ بهره به صورت ذخایر راکد نگه دارند. این وضعیت در شرایط رکود اقتصادی ایجاد می‌شود و تزریق پول توسط بانک مرکزی هم هیج بهبودی در شرایط نخواهد داد.
به عبارتی انتظار افزایش نرخ بهره به مفهوم گرانتر شدن پول و منابع مالی خواهد بود و در این شرایط خریداران شروع به احتکار پول می‌کنند تا اسیر افزایش قیمت‌های آتی نشوند و این در سطح کلان یعنی دام نقدینگی وضعیتی که رخداد آن از نگاه نظریه پردازان کلاسیک اقتصادی نامحتمل می‌نمود.
دام نقدینگی در اقتصاد کینزی به این‌گونه شرح داده شده‌است که پس از آنکه نرخ بهره به یک سطح معین کاهش یابد ترجیح نقدینگی ممکن است تقریباً مطلق شود به این معنا که تقریباً همه ترجیح می‌دهند به جای نگه داشتن دارایی پول نقد را نگهدارای کنند.
دام نقدینگی زمانی ایجاد می‌شود که مردم پول نقد را نزد خود نگه دارند زیرا انتظار دارند یک اتفاق نامطلوب مانند:کاهش قیمت، تقاضای ناکافی یا شرایط جنگ ایجاد شود.
براساس نظریه جریان اصلی، از میان خصوصیات یک دام نقدینگی نرخ بهره نزدیک به صفر بوده و تغییر در عرضه پول که هیچ تغییری در نرخ بهره ایجاد نمی‌شود

## تاریخچه
جان مینارد کینز، در نظریه عمومی خود در سال ۱۹۳۶ چنین می‌نویسد:
«این احتمال وجود دارد که که پس از آنکه نرخ بهره به یک سطح معین کاهش یافته باشد، نقدینگی ممکن است که به طور کامل مطلق شود به این معنا که تقریبا همه ترجیح می‌دهند که پول نقد نگه داری کنند. اما در حالی که ممکن است این مورد محدودکننده در آینده اهمیت پیدا کند من هیچ کدام از آنرا تاکنون نمی‌دانم»
این مفهوم ناتوانی سیاسی اولین بار در آثار جان هیکس اقتصاددان انگلیسی مشهور مخترع مدل IS-LM می‌گوید:
«دام نقدینگی ممکن است به عنوان وضعیتی تعریف شود که در آن سیاست‌های پولی متعارف غیر فعال شده باشند زیرا نرخ بهره اسمی در صفر یا نزدیک به صفر است تزریق پول توسط بانک مرکزی هیچ تاثیری ندارد زیرا همه افراد پول نقد را به عنوان جایگزین کامل نگه داری می‌کنند»
دز دام نقدینگی مردم بین اوراق قرضه و وجه نقد بی‌تفاوت هستند زیرا نرخ بهره هر دو ابزار مالی با هم برابر هستند سود نقدی صفر است و بهره اوراق قرضه نزدیک صفر است از این
رو بانک مرکزی دیگر نمی‌تواند نرخ بهره را تحت تأثیر قرار دهد. (افزایش پایه پولی و کنترل آن را از دست داده‌است)

## توضیح
در توصیف کینز از دام نقدینگی:مردم دیگر به سادگی نمی‌خواهند اوراق قرضه را نگهداری کنند و به جای آن پول‌های نقد را ترجیح می‌دهند به دلیل این ترجیح، پس از تبدیل اوراق به پول نقد این امر باعث کاهش اتفاقی اما قابل توجه در قیمت اوراق و افزایش بعدی بازدهی آنها می‌شود با اینحال برای مردم مهم نیست که این بازده چقدر بالا باشد یا بانک مرکزی نرخ بهره را چند درصد تعیین کند
هایمن مینسکی (به انگلیسی :Hymn Minsky) اقتصاددان پست کینزینی (به انگلیسی:Post-Keynesian) اظهار داشت
"این دیدگاه که عملکرد نقدینگی یک رابطه تقاضای پول است اجازه می‌دهد این ایده را ایجاد کند که در شرایط مناسب تقاضا برای پول ممکن است با توجه به تغییرات نرخ بهره بی‌نهایت باکشش است پس دام نقدینگی در آن حاکم است و نتیجه آن تورم یا بحران مالی است.

## بحث

دام نقدینگی که در الگوی IS-LM ترسیم شده‌است که نشان می‌دهد که اگر سیاستی باعث افزایش در پایه پولی شود (یعنی تغییر در LM) رخ دهد هیچ تأثیری ندارد اما تغییر در سیاست مالی (یعنی تغییر در Is) باعث تغییر در تولید شده اما تغییری در نرخ بهره رخ نمی‌دهد

پس از انقلاب کینزی در دهه ۱۹۳۰ و۱۹۴۰ اقتصاددانان مختلف نئوکلاسیک به دنبال به حداقل رساندن اثر شرایط دام نقدینگی بودند
دان پانتیکین (به انگلیسی: Don Patinkin) و لیود متزلر (به انگلیسی:Lioyd Metzlar) به وجود اصطلاح اثر پیگو اشاره کردند که در
آن سهام، موجودی پول واقعی به نظر می‌رسد استدلال از عملکرد تقاضای کل برای کالاها می‌باشد به طوری که پول سهام مستقیماً بر منحنی (پس‌انداز سرمایه‌گذاری) در تجزیه و تحلیل IS-LM تأثیر می‌گذارد بنابراین سیاست‌های پولی می‌توانند اقتصاد را تحریک کنند حتی اگر دام نقدینگی وجود داشته باشد
پولیون که مهم‌ترین آنها میلتون فریدمن، آناشوارتز، کارل برونر، الن متلزر و … هر گونه دام نقدینگی صفر یا نزدیک صفر را در کل به شدت محکوم می‌کردند که به نظر آنها نرخ‌ها یعنی بدهی کوتاه مدت یا بلند مدت دولت به بخش خصوصی نظر آنها هر نرخ بهره متفاوت از صفر در امتداد منحنی شرط کافی برای از بین بردن دام نقدینگی را دارند.
در دوره‌های اخیر که اقتصاد ژاپن با وجود نرخ بهره نزدیک به صفر، به دوره رکود طولانی مدت سقوط کرد دوباره مفهوم دام نقدینگی مطرح شد تدوین کینز از دام نقدینگی به وجود یک منحنی تقاضای افقی برای پول در برخی از سطح مثبت نرخ بهره اشاره دارد. با این وجود، نقدینگی مورد استفاده در دهه ۱۹۹۰ صرفاً به حضور سیاست‌های نرخ بهره صفر یا نزدیک به صفر اشاره شده‌است، با این ادعا که نرخ بهره نمی‌تواند در زیر سطح صفر قرار بگیرد برخی از اقتصاددانان مانند نیکلاس کرفتس (به انگلیسی:Nicholas Crafts) حمایت از صنایع داخلی، سیاست هدفگذاری تورم (توسط یک بانک مرکزی مستقل از دولت) در مواقعی که سود اسمی بلند مدت بسیار پایین است برای جلوگیری از دام نقدینگی یا فرار از آن
برخی از اقتصاددانان مکتب اتریشی مانند فون میزس نظریه اولویت نقدینگی کینز را به‌طور کلی رد می‌کنند. آنها استدلال می‌کنند که فقدان
سرمایه‌گذاری داخلی در دوره‌هایی با نرخ بهره پایین، نتیجه ترک سرمایه‌گذاری قبلی و ترجیح زمان به ترجیح نقدینگی است
اقتصاددانان مدرسه شیکاگو می‌گویند همچنان مفهوم دام نقدینگی حیاتی و مهم هستند
اقتصاددانان کینزی مانند برد د لونگ و سیمون ورن، معتقدند که همچنان در مدل IS-LM عمل می‌کند با دو تفاوت اول اینکه به روز شده و
به قوانین به سادگی تغییر یافته‌است.

## بحران بزرگ در ۲۰۰۸

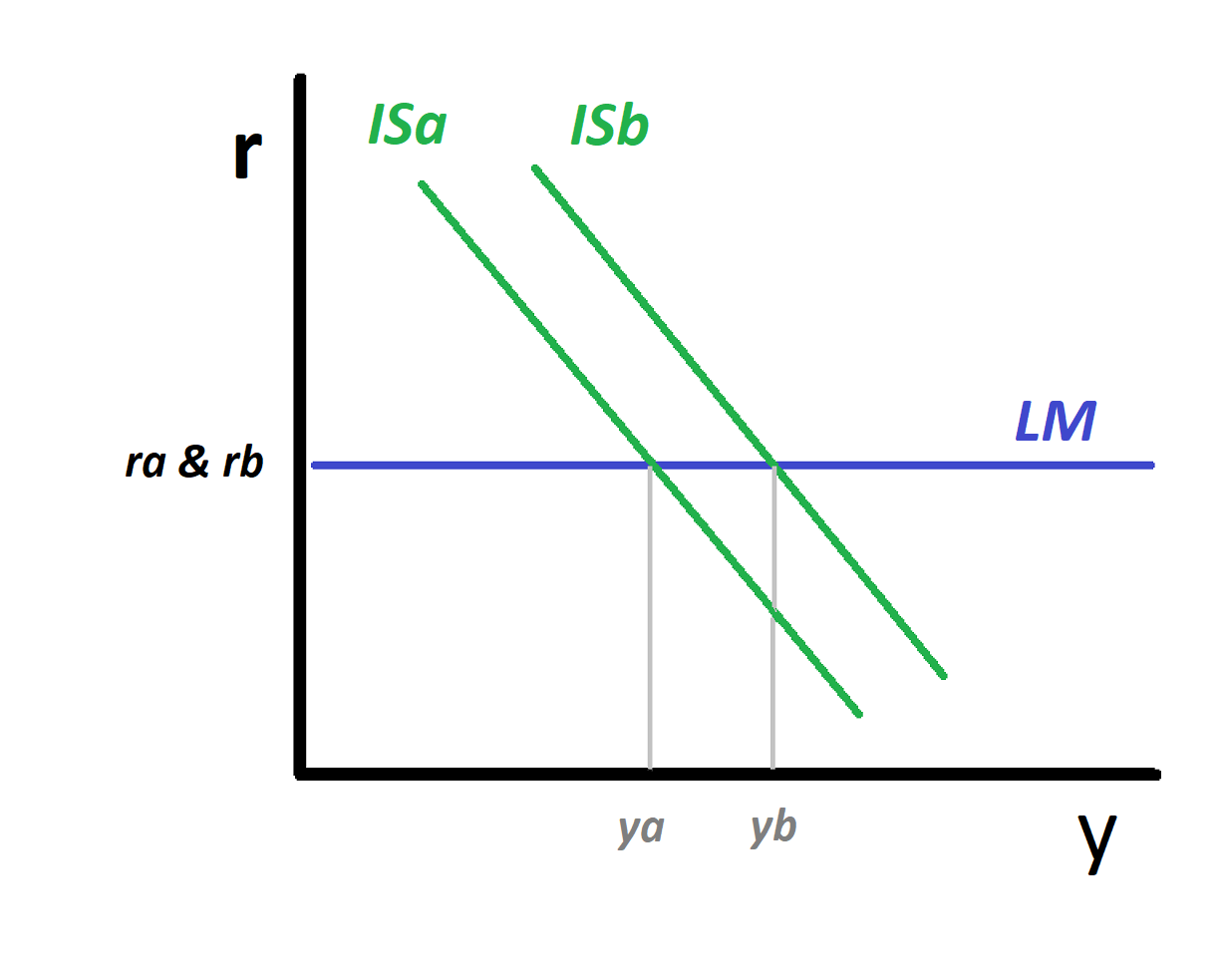
مدل IS-LM اصلاح شده برای پول درونزا:بانک مرکزی نرخ بهره را کنترل می‌کند اما نه عرضه پول. منحنی LM اکنون مسطح است، زیرا وقتی عرضه پول افزایش میابد ف نرخ بهره هیچ جابه جایی صورت نمی‌گیرد و درآمد بدون افزایش نرخ بهره افزایش پیدا می‌کند

در جریان بحران‌های مالی جهانی ۲۰۰۸، همزمان با افزایش نرخ بهره کوتاه مدت برای بانک‌های مرکزی مختلف در ایالت متحده و اروپا، به صفر نزدیک شد، اقتصاددانانی همچون: پل کروگمن معتقدند که بخش اعظم جهان توسعه یافته از جمله ایالت متحده، اروپا و ژاپن در دام نقدینگی قرار داشتند. وی خاطر نشان کرد: سه برابر شدن پایه پولی در آمریکا بین سالهای ۲۰۰۸ تا ۲۰۱۱ نتوانسته تأثیر چشمگیری بر شاخص‌های قیمت داخلی یا قیمت کالاهای خارجی داشته باشد مفهومی که توسط دیگران مانند اسکات سرنر نیز مورد حمایت قرار گرفته‌است.
پست کینزین‌ها پاسخ می‌دهند که سردرگمی «اقتصاددانان اصلی» بین شرایط دام نقدینگی تعریف شده توسط کینز و در چارچوب پست کینزی و شرایط نرخ بهره صفر یا نزدیک صفر، عمدی و با انگیزه ایدیولوژیک است. در تلاش برای حمایت از سیاست‌های مالی، آنها استدلال می‌کنند که، برنامه‌های کاهش قیمت در آمریکا یا جاهای دیگر باعث شده که قیمت دارایی‌های مالی بالا می‌رود و نرخ بهره کاهش میابد. با این حال طبق تعریف کینزی، یک دام نقدینگی نمی‌تواند وجود داشته باشد، مگر اینکه قیمت دارایی‌های مالی بی خطر در حال سقوط باشد و نرخ بهره آنها در حال افزایش باشدو افزایش پایه پولی هیچ تأثیری در نرخ بهره یا قیمت کالاها ندارد.
با توجه به سابقه بحران مالی جهانی سال ۲۰۰۸ منتقدین تعریف اصلی از دام نقدینگی خاطر نشان می‌کنند که بانک مرکزی ایالت متحده هرگر، به‌طور مؤثری ، کنترل نرخ بهره را از دست نداد. در حالی که ایالت متحده در دوره ۲۰۰۹ و ۲۰۱۰ دام نقدینگی را تجربه کرده‌است، یعنی در «پیامدهای فوری» بحران منتقدین تعریف اصلی ادعا می‌کنند که پس از دوره بحران خبری نیست. بیشتر از هر نوع دام نقدینگی از آنجا که اوراق قرضه دولتی و بخش خصوصی دارای تقاضای بالایی است. این برخلاف نظر کینز است: «تقریبا همه افراد برای پرداخت بدهی پول نقد را ترجیح می‌دهند».